# 12414 Bure
12414 Bure (1995 SR29) là một tiểu hành tinh vành đai chính, được phát hiện ngày 16 tháng 9 năm 1995 bởi T. V. Kryachko ở trường Đại học Tiểu hành tinh, nó được đặt tên theo Pavel Bure.